# برفينيتسا
برفينيتسا (Брвеница) هي بلدية في شمال غرب جمهورية مقدونيا.